# انتفاضة خاكا
انتفاضة خاكا (بالإسبانية: Sublevación de Jaca)‏ كان تمردًا عسكريًا جرى يومي 12-13 ديسمبر 1930 في خاكا مقاطعة وشقة الإسبانية، بهدف الإطاحة بنظام الملكية في إسبانيا. اندلعت الثورة قبل أوانها، وكانت سيئة التنظيم بحيث قمعت بسرعة، وأعدم قادتها أو سجنوا. ومع ذلك فقد أثارت تلك الانتفاضة اضطرابات سياسية أدت إلى إعلان الجمهورية الإسبانية الثانية بعدها ببضعة أشهر.

## البداية
بدأت انتفاضة خاكا في الحامية العسكرية لمدينة خاكا الصغيرة في جبال البرانس الأراغونية. وجرت أحداثها خلال فترة من الاضطرابات المتنامية بعد ست سنوات من الديكتاتورية، أولاً تحت حكم ميغيل بريمو دي ريفيرا ثم تحت قيادة داماسو برينجور. ووقعت في سياق الحركات الجماهيرية في أوروبا التي تلت الحرب العالمية الأولى والثورة الروسية.
يمكن تتبع أصول الثورة إلى ميثاق سان سيباستيان في أغسطس 1930، عندما اتحد السياسيون الجمهوريون بهدف إنهاء عهد ألفونسو الثالث عشر ملك إسبانيا وإعلان الجمهورية الثانية. فأنشأوا في بداية فصل الخريف اللجنة الوطنية الثورية (CRN) والحكومة المؤقتة لجمهورية المستقبل. وانضم الاشتراكيون إلى كل من CRN والحكومة المؤقتة بعد مفاوضات قصيرة، واتفقوا على أن اتحاد العمال العام (UGT) سيقوم بتنظيم اضرابات عمالية لدعم الجيش عندما يقوم بالتمرد. تم إجراء ترتيبات مماثلة مع الاتحاد الوطني للعمل النقابية (CNT).
نظم النقيب فيرمن غالان الانتفاضة خاكا. حيث عُيّن في خاكا في يونيو 1930. وأراد ربط الانتفاضة العسكرية مع الحركات السياسية المعارضة للديكتاتورية. أقام اتصالات مع CNT في سرقسطة ووشقة، وبدأ صداقة وثيقة مع الزعيم النقابي رامون آسين في وشقة. عندما أنشئت اللجنة الوطنية الثورية (CRN) في أكتوبر 1930، سافر غالان إلى مدريد للقاء قادة CRN، حيث عُيّن مندوبًا عن CRN في أراغون. منذ ذلك الوقت قام بحملة للحصول على موافقة CRN لدعم الانتفاضة العسكرية على المستوى الوطني جنبًا إلى جنب مع المظاهرات الشعبية، لكنه كان محبطًا بسبب التأجيلات المستمرة للتاريخ.
شارك عدد كبير من الضباط المكلفين وغير المفوضين من ثكنات مختلفة في خاكا في الاستعدادات للثورة، كما فعل بعض المدنيين مثل ألفونسو رودريغيز وأنطونيو بيلتران [الإسبانية] وإخوان بالاسيوس وخوليان بوردراس [الإسبانية]. وبقي القادة الجمهوريون عمومًا بعيدًا عن الأحداث، على الرغم من أن بعض الأشخاص مثل الطبيب نيكولاس فيرير ورجل الصناعة رويز وفونتانا شاركوا بنشاط. تم الاتفاق على تاريخ 12 ديسمبر 1930، ثم أجله CRN إلى 15 ديسمبر. علم ممثل CRN سانتياغو كاساريس كيروغا بقرار تأجيل الانتفاضة وجاء إلى خاكا في المساء من قبل لكنه لم يخطر غالان. وصل كاساريس إلى فندقه حوالي منتصف الليل. لقد اعتقد أن غالان كان يعلم بالفعل بالتأخير، وأنه يمكنهم مناقشة الخطط الجديدة في أي وقت في اليوم التالي.

## الثورة

### توالي الأحداث في خاكا
بدأ الكابتن غالان انتفاضته في خاكا في الساعات الأولى من يوم 12 ديسمبر. بدأت الانتفاضة في ثكنات La Victoria وانتشرت بسرعة إلى ثكنتي القلعة والإستوديو. وقامت مجموعة من الضباط باستدعاء القوات في الساعة 5:00 صباحًا واعتقلت الحاكم العسكري وقتلت اثنين من رجال الشرطة وضابط رقيب في الحرس المدني اعترضوهم، وتولت السيطرة على مركز الاتصال الهاتفي ومكتب البريد ومحطة السكك الحديدية. في الساعة 11:00 صباحًا أعلنوا الجمهورية «نيابة عن الحكومة المؤقتة الثورية» في قاعة مدينة خاكا.
تولى بيو دياز براداس مسؤولية مكتب العمدة الجمهوري لإظهار أن السلطة الجديدة سيكون لها طابع مدني بحت. في الوقت نفسه تم تنظيم رتلين للذهاب إلى وشقة. أحدهما بقيادة غالان واستخدم الطريق العام، في حين أن الآخر بقيادة سلفادور سيدليس استخدم القطار. تطلع المتمردون إلى رحلة تحرير منتصرة. أدت التأخيرات في طلب النقل من قبل أنطونيو بيلتران إلى إعاقة المغادرة من خاكا حتى الساعة 3:00 مساءً.

### المسير نحو وشق
سبّب سوء الاحوال الجوية بالتقدم البطيء للمتمردين. ففي حوالي الساعة 5:00 مساءً التقى الجنرال مانويل دي لاس هيراس ومعه بعض الحرس المدني برتل غالان في جبل أنثانيجو. وحاول إعادة الرتل المكون من 500 رجل بالقوة، وأُطلق عليهم بعض الطلقات قبل أن يستأنف الرتل تقدمه البطيء. وقد أصيب الجنرال دي لاس هيراس الحاكم العسكري لمدينة وشق جراء تلك العملية. وعندما وصل المتمردون إلى إيرب، سيطروا على محطات الهاتف والتلغراف، وقاموا بتحييد الحرس المدني وأعلنوا الجمهورية. وعثر رتل سيدليس المكون من 300 جندي على السكك الحديدية الموجودة في رجلوس، حيث انطلق من هناك للانضمام إلى رتل غالان في إيرب. ثم انتقلت القوة المشتركة نحو وشق، حيث كان من المتوقع أن ينضم المتمردون في المدفعية إليهم كما كان مخطط له.

### الهزيمة في سيلاس
تمكن ضباط من الفوج العسكري الخامس الذي مقره في سرقسطة من ايقاف الانتفاضة. فنظّم القبطان العام للمنطقة العسكرية الخامسة حملة عسكرية مضادة بمجرد تأكيد الانتفاضة في خاكا. وأزيح الجنرال دي لاس هيراس ليعين الجنرال خواكيم جاي بوراس. في مساء يوم 12 ديسمبر بدأت قوات من سرقسطة تحت قيادة الجنرالات لازكانو وأنجل دولا لاهوز مع قوات من وشق بالتحرك نحو تلال سيلاس. تم دعم القوات الحكومية العديدة بالمدفعية والدبابات والمدافع الرشاشة. [3] فوجد المتمردون أنفسهم فجر يوم 13 ديسمبر 1930 وهم فوق مرتفعات سيلاس حوالي 3 كيلومتر (1.9 ميل) من وشق في مواجهة أمام القوات الحكومية.
كان لدى غالان خيار القتال أو التفاوض. نظرًا لأنه اعتقد أن العديد من القوات المعارضة كانت تحت ضباط ملتزمين بالانتفاضة فاختار التفاوض. قاد المدني أنطونيو بلتران الكابتن أنخيل غارسيا هرنانديز والكابتن ساليناس عبر الخط في سيارة تحمل علمًا أبيض. فعندما وصلوا وقالوا إنهم يريدون إذا كان ذلك ممكنا الضباط الذين اعتقلوا على الفور، بدأت القوات الحكومية في إطلاق النار على المتمردين.
رفض غالان أن يأمر بهجوم مضاد لأن «الإخوة لا يستطيعون قتال بعضهم البعض»، وأمر بالانسحاب. قتل ثلاثة متمردين وجرح 25. وتفككت قوة المتمردين. عاد بعض الجنود وضباطهم إلى خاكا، واعتُقل البعض وحاول البعض الهرب. وتمكن قلة منهم من العثور على ملاذات في مدن كبيرة مثل سرقسطة وبرشلونة ومدريد وظلوا تحت مختبئين حتى أعلان الجمهورية. استسلم غالان طواعية في بيغاريوس مع متمردين آخرين ووصل إلى إيرب حوالي الساعة 10:00 مساءً يوم 13 ديسمبر.

### الأحداث التالية

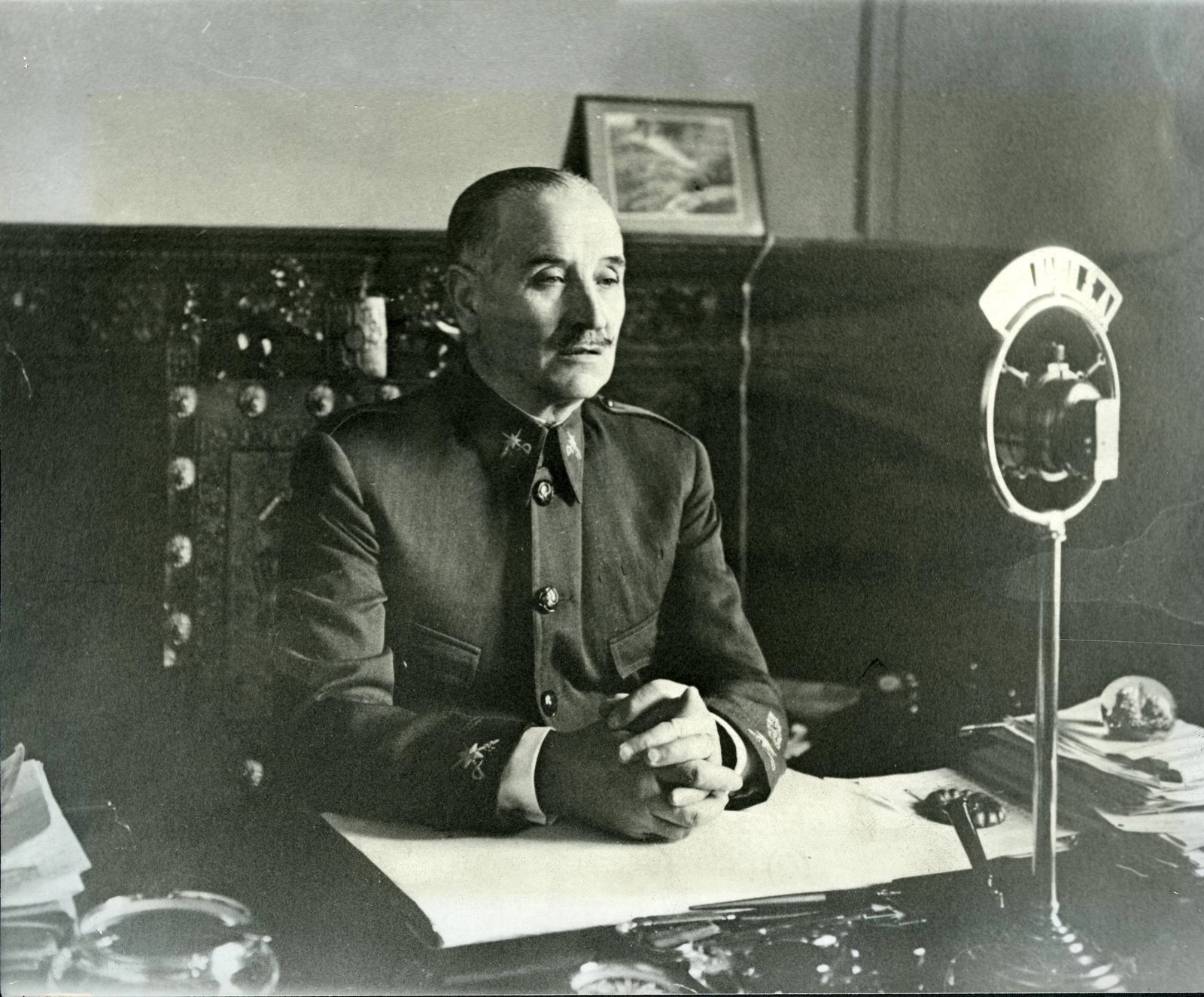
تمرد الجنرال كيبو ديانو يوم 15 ديسمبر، ولكنه هرب إلى البرتغال.

أعلن الإضراب العام في سرقسطة عاصمة أراغون مساء يوم 12 ديسمبر. إلا ان القوات التي حاصرت المتمردين قد نقلت بالفعل بالسكك الحديد إلى وشق، لذا فقد فات الأوان على عمال سكك الحديد لفعل أي شيء. بحلول الوقت الذي دخل فيه الإضراب حيز التنفيذ في صباح يوم 13 ديسمبر استسلم المتمردون. وفي الصباح أعلن عن الاضرابات في سينكو فيلاز. ثم أعلن عن الإضراب العام في قرى مايين وغايور وتاوستي وإيخيا دي لوس كاباييروس وفاراسدويز وأونكاستيو وسادابا وسوس ديل ري كاتوليكو. وشكلت لجنة ثورية في إيخيا دي لوس كاباييروس لتنسيق الاضراب.
ورد الجيش بسرعة. فجاءت قوات من سرقسطة واحتلت غايور في صباح الباكر من يوم 14 ديسمبر، وانسحب الحرس المدني من القرى في وادي إبرو وقمعوا الاضطرابات في مايين وغايور وأرسلت القوات إلى قرى سينكو فيلاز حيث أيد المضربون الثورة. وفي غايور اعتقل الحرس المدني قادة القرية. رداً على ذلك جرت مظاهرة في الميدان الرئيسي، فأصيب الحراس المدنيون بالذعر وفتحوا النار، إلا انه لم تقع وفيات. في 14 ديسمبر حُكم بالإعدام على الضباط غالان وغارسيا هيرنانديز في محاكمة سريعة، بينما حُكم على ضباط آخرين بالسجن مدى الحياة. تم إطلاق النار على غالان وجارسيا هيرنانديز في إحدى ساحات مدينة وشق في الساعة 3 مساءً. في 14 ديسمبر 1930. ثبت أن هذا كان خطأً كبيراً لأنه أثار غضبًا ضد النظام.
في 15 ديسمبر امتدت الاضرابات إلى جميع أنحاء إسبانيا باستثناء مدريد. تم القبض على معظم أعضاء اللجنة الوطنية الثورية (CRN) وكذلك قادة النقابات. وضع الكثير من المتآمرين من الجيش تحت الملاحظة الدقيقة. فشلت الانتفاضة المخطط لها في 15 ديسمبر. استولى الجنرال كيبو ديانو والرائد رامون فرانكو على مطار كواترو فينتوس لبضع ساعات، لكن عندما وجدا أن القوات الحكومية تقترب ولم يحدث أي اضراب في مدريد فرا إلى البرتغال. لم يشترك الاشتراكيون في مدريد في الإضراب لأنهم لم يثقوا في أن الضباط سوف يتصرفون، وأيضا لم يتصرف الضباط لأنهم لم ينالوا أي دعم من إضراب ومظاهرات في الشوارع.

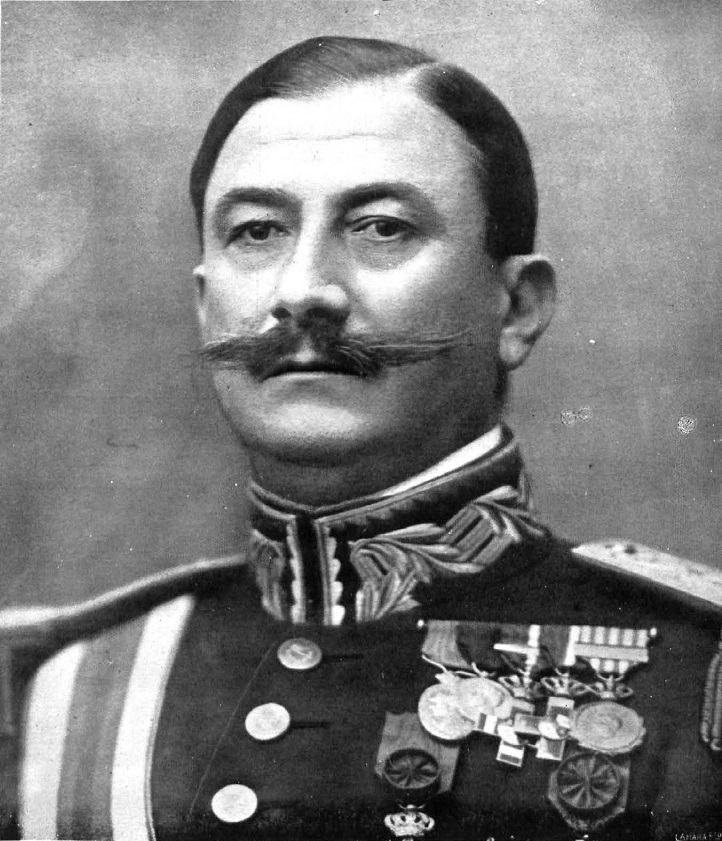
استقال الجنرال بيرينجر بعد شهرين من التمرد.

استقال الجنرال بيرينجر بعد شهرين من التمرد وخلفه الأدميرال أثنار. في مارس 1931 حوكم عدد من ضباط المتمردين ومعهم ضباط الصف، وكذلك الجنود الذين لم يشاركوا في خاكا ولم يحاولوا إيقاف المتمردين. تم الحكم على سيدليس بالإعدام لكن تم العفو عنه قبل انتشار المظاهرات الشعبية في جميع أنحاء إسبانيا عشية الانتخابات البلدية. تم نقل الجنود العاديين الذين تمردوا إلى الحاميات في شمال إفريقيا مثل مليلية وتطوان.

## ما بعد الانتفاضة
بالصدفة عرضت مسرحية لكالديرون العالم مسرح كبير (بالإسبانية: El gran teatro del mundo)‏ في مسرح إسبانيا في مدريد بعد سبعة أيام من إعدام غالان. وقد فسرها الجمهور بشكل طبيعي على أنه رسالة ثورية. قال أحد النقاد إن هناك اضطرابًا بين التصفيق والصيحات، وأن بعضًا من الهمسات الخجولة اشتدت وتسببت في اشتعال النيران عندما قال أحد الشخصيات «نحن في وضع أفضل لو لم يكن لدينا ملك». كتب مانويل أثانيا:"أن الملكية اشعلت بإعدام غالان وغارسيا هيرنانديز غضبًا لم تتمكن من وأده بأي شكل من الأشكال."
ازدادت الاضطرابات الشعبية، واضطر أزنار إلى الدعوة للانتخابات البلدية في أبريل 1931، والتي فاز فيها المرشحون الجمهوريون في جميع المدن الكبرى ومعظم عواصم المقاطعات. وبعد يومين أي في 14 أبريل 1931 أعلن القادة الجمهوريون أن إسبانيا جمهورية برئاسة نيكيتو ألكالا زامورا. أصبح من الواضح أن قادة الجيش لن يدعموا الملك، فغادر إسبانيا في تلك الليلة. لعب كابتن ساليناس وسيدليس أدوارًا بارزة كقادة جمهوريين يساريين سنوات 1931 و 1932. أصبح غالان وجارسيا هيرنانديز أبطال الجمهورية الثانية، مع صورهم المعروضة في غرف المجلس ومنازل العمال في جميع أنحاء إسبانيا. في الواقع لم يفعل قادة الجمهورية الجدد الكثير لدعم الانتفاضة ولم يشاركوا أهدافها الثورية.
وقد أعدم العديد من زعماء الانتفاضة عن طريق فرق الإعدام مع بداية الحرب الأهلية الإسبانية في أغسطس 1936. في عام 2010 أقامت مدينة خاكا نصب تذكاري لـ 400 من ضحايا فرق الإعدام. ونشر في ديسمبر 2007 فيلم وثائقي عن انتفاضة خاكا.